# Новый Сад (Адыгея)
Новый Сад — хутор в Тахтамукайском районе Республики Адыгея России. Входит в Энемское городское поселение. Хутор примыкает непосредственно с юга к посёлку Энему. Железнодорожная платформа Энем-2 Северо-Кавказской ЖД.

## Население
| 2002  | 2010  | 2013  | 2014  | 2015  | 2016  | 2017  |
| ----- | ----- | ----- | ----- | ----- | ----- | ----- |
| 853   | ↗1315 | ↗1316 | ↗1330 | ↘1309 | ↘1305 | ↗1324 |
| 2018  | 2019  | 2020  | 2021  | 2023  | 2024  |       |
| ↗1337 | ↘1336 | ↗1351 | ↗1516 | ↗1524 | ↗1538 |       |

По данным Всероссийской переписи 2021 года:
| Народ               | Численность, чел. | Доля от всего населения, % |
| ------------------- | ----------------- | -------------------------- |
| русские             | 1 198             | 79,02 %                    |
| адыги               | 55                | 3,62 %                     |
| армяне              | 46                | 3,03 %                     |
| украинцы            | 42                | 2,77 %                     |
| другие / не указано | 175               | 11,54 %                    |
| всего               | 1 516             | 100,0 %                    |

## Инфраструктура
- Исправительная колония № 2 УФСИН России по РА,
- Колония-поселение № 3 УФСИН России по РА.

## Улицы
- Гагарина,
- Дорожная,
- Дружбы,
- Колхозный переулок,
- Ленина,
- Мира,
- Мира переулок,
- Полевая,
- Садовая,
- Хакурате.